# دييغو أيالا (لاعب كرة قدم)
دييغو أيالا (بالإسبانية: Diego Ayala Santa Cruz)‏ هو مدرب كرة قدم ولاعب كرة قدم باراغواياني، ولد في 9 يناير 1990 في أسونسيون في باراغواي. شارك مع منتخب باراغواي تحت 20 سنة لكرة القدم. أما مع النوادي، فقد لعب مع نادي ليبرتاد.

## وصلات خارجية
- دييغو أيالا على موقع قاعدة بيانات كرة القدم.إي يو (الإنجليزية)
- دييغو أيالا على موقع Soccerway.com (الإنجليزية)
- دييغو أيالا على موقع عالم كرة القدم.نت (الإنجليزية)